# Helmut Möckel
Helmut Möckel, 21 juin 1909 - 15 février 1945, est un chef de file de la jeunesse et politicien allemand.

## Biographie
Möckel naît à Vielau près de Zwickau en Saxe. Après avoir achevé ses études secondaires il étudie l'Éducation et l'économie à l'université technique de Dresde et les sciences politiques à l'université de Vienne. Il participe à la création du Nationalsozialistischer Lehrerbund (« Ligue national-socialiste des enseignants ») en 1929 et rejoint le parti Nazi en 1930. De 1930 à 1933, il est membre de la SS. Il est nommé chef de file sur le terrain des Jeunesses hitlériennes à temps plein en 1933 et directeur d'équipe en 1935.
Le 16 juillet 1937, Möckel est nommé chef du bureau de l'approvisionnement pour la direction des jeunesses hitlériennes. En avril 1938, il est proposé, sans succès, pour être membre du Reichstag. Il retourne en Saxe pour devenir guide de terrain des Jeunesses hitlériennes et est promu Gebietsführer pour la Saxe en août 1938. Pendant son temps comme chef de file des jeunesses hitlériennes, il écrit des livres consacrés à la formation des jeunes,.

## Seconde Guerre mondiale
Lors du déclenchement de la Seconde Guerre mondiale en 1939, il est enrôlé dans la Wehrmacht et suit une formation de pilote de chasse. Cependant, en août 1940 il est rappelé à Berlin où il est nommé Stabsführer des jeunesses hitlériennes et adjoint au Reichsjugendführer Baldur von Schirach. En octobre 1940, von Schirach le charge de superviser au jour le jour la conduite de l'opération Kinderlandverschickung (« Éloignement des enfants à la campagne ») des principales villes susceptibles d'être des cibles de bombardements aériens (en).
En novembre 1942, Möckel devient membre du Reichstag, représentant nominalement Breslau (de nos jours Wroclaw en Pologne). Le 11 février 1945, il est décoré de Ritterkreuz des Kriegsverdienstkreuzes mit Schwertern (chevalier de la croix du Mérite de guerre avec épées).

## Mort
Möckel trouve la mort dans un accident de la circulation à Darmstadt le 15 février 1945 alors qu'il recrute des volontaires pour les Jeunesses hitlériennes en vue de l'opération Werwolf. Des rumeurs ont circulé selon lesquelles sa mort avait été truquée et qu'il avait fui vers l'Espagne, mais sans être jamais étayées.
Kurt Petter (en) lui succède en tant que Stabsführer.

## Source de la traduction
- (en) Cet article est partiellement ou en totalité issu de l’article de Wikipédia en anglais intitulé « Helmut Möckel » (voir la liste des auteurs).